# Galium dempsterae
Galium dempsterae är en måreväxtart som beskrevs av Billie Lee Turner. Galium dempsterae ingår i släktet måror, och familjen måreväxter. Inga underarter finns listade i Catalogue of Life.